# Pierpaolo Ferrazzi
Pierpaolo Ferrazzi (n. 23 iulie 1965, Bassano del Grappa, Veneto, Italia) este un canoist ce a reprezentat Italia, medaliat olimpic. A participat la 4 ediții ale Jocurilor Olimpice (1992, 1996, 2000, 2004) în care a câștigat o medalie de aur și o medalie de bronz.